# Standing Next to You
"Standing Next to You" é uma canção do cantor sul-coreano Jungkook, do BTS, lançada como terceiro single de seu álbum de estreia, Golden, em 3 de novembro de 2023, através da Big Hit Music.

## Antecedentes e lançamento
Em 15 de outubro de 2023, "Standing Next to You" foi revelada como a quarta faixa do álbum de estreia de Jungkook, Golden, bem como a "faixa principal" do referido álbum, de acordo com um anúncio da Big Hit. A canção marca a segunda colaboração entre Jungkook e o cantor e compositor americano Andrew Watt e o produtor musical canadense Cirkut, após "Seven" mais cedo daquele ano. Um pôster oficial de anúncio do single, incluindo a hora exata de lançamento, foi revelado um dia depois. O pôster mostra o cantor vestido com um blazer preto e uma corrente encostada em um fundo cinza. A capa do single consistindo de letras simples em vermelho, azul e cinza contra um fundo preto foi revelada através de serviços de streaming mais tarde naquele dia.